# Головне кладовище Карлсруе
49°01′03″ пн. ш. 8°26′08″ сх. д. / 49.017461111111° пн. ш. 8.4354277777778° сх. д.
Головне кладовище Карлсруе (нім. Hauptfriedhof Karlsruhe) — одне з найстаріших муніципальних паркових кладовищ в Німеччині. Було створено у 1873 році за проєктом Йозефа Дурма у міському районі Остштадт, на схід від центру міста Карлсруе.

## Територія
Вигнуті алеї із платанами замість традиційних прямих осьових доріг, були новою концепцією в проєктуванні паркових кладовищ. У той час як на основних алеях стоять представницькі монументи, простіші місця поховань приховані за живими огорожами.
На узвишші, де раніше був колишній крематорій, сьогодні розташована каплиця для похорону, оточена невеликою огорожею.
На кладовищі є територія для поховань за ісламськими звичаями. Єврейський цвинтар розташований на окремій, огородженій від інших, ділянці з окремим входом, він є частиною Головного кладовища.

## Будівлі
З боку вулиці Гайд-унд-Нойє-Штрассе (нім. Haid-und-Neu-Straße) тягнеться невеличка алея з адміністративними та господарськими будівлями по краях, наприкінці якої розташований вхідний портал на територію кладовища. Він виконаний у стилі Римських тріумфальних арок. За порталом знаходиться двір, закладений за зразком кладовищ у стилі Кампо-Санто епохи Відродження. Тут також розташовані морг і каплиця. Ансамбль вважається першим будівельним прикладом неоренесансу в Бадені й був відреставрований на початку XXI століття.
1903 року було побудовано крематорій за проєктом Августа Штюрценакера, облицьований червонуватим пісковиком. Завдяки неороманському оформленню, вважається першим крематорієм християнських сакральних будівель у цьому стилі. Раніше були прийняті східні архітектурні стилі для подібних будівель. 1895 року на єврейській ділянці було споруджено будівлю для ритуалів, що передують похорону за єврейською традицією. У 1905—1906 на прилеглій до паркану кладовища станції приміської залізниці, що сполучає Карлсруе і Гагсфельд, був побудований зал очікування для пасажирів. Цю будівлю в стилі модерн було створено за ескізами Фрідріха Байхеля, і вона слугує сьогодні інформаційним центром кладовища й одним із похоронних бюро.